# Trung Mưu
Trung Mưu (中牟县) Hán Việt: Trung Mưu huyện là một huyện thuộc địa cấp thị Trịnh Châu (郑州市), tỉnh Hà Nam, Cộng hòa Nhân dân Trung Hoa. Huyện này có diện tích 1393 km2, dân số680.000 người, mã số bưu chính 45145, mã vùng điện thoại 0371. Huyện này có các đơn vị hành chính gồm 7 trấn (Thành Quan, Bạch Sa, Quan Độ, Lang Thành, Trịnh Am, Cửu Long) và 10 hương.